# Sandy Rosario
Sandy Rosario (22 de agosto de 1985, Salcedo) es un exjugador profestional de béisbol dominicano.
Fue firmado por los Marlins como amateur el 2 de julio de 2004.
Después de pasar alrededor de seis años en el sistema de ligas menores de la Florida, fue llamado a Grandes Ligas el 19 de septiembre de 2010 e hizo su debut cuatro días más tarde como relevista contra los Cerveceros de Milwaukee.